# Luka Dončić
Luka Dončić, slovenski košarkar, * 28. februar 1999, Ljubljana, Slovenija.
Dončić je 198 cm visok profesionalni igralec košarke, ki lahko igra na različnih igralnih položajih. Prvenstveno je organizator, lahko je branilec, njegova višina pa mu omogoča igranje na položaju  krila in celo krilnega centra, saj je dovolj visok in izjemno močan. Tako lahko igra daleč od obroča kot tudi pod njim. Posledično ne nabira samo točk kot strelec. Rad je organizator akcij, ki deli asistence in obenem zbira skoke v igri blizu obroča. Vse to mu omogočajo njegova tehnika in znanje ter izvrsten pregled nad igro. Hvalijo ga kot vsestranskega košarkarja, izstopa pa po izrednem pregledu nad igro in dogajanjem v njej.
Že v njegovih najstniških letih so mu strokovnjaki priznavali, da je eden največjih slovenskih in evropskih talentov. Zelo mlad je zaigral za Real Madrid v močni španski ligi in tudi v najmočnejšem evropskem klubskem tekmovanju, Evroligi in v obeh še mladoleten osvajal posamične in klubske nagrade. Leta 2018 je bil v 1. krogu in s 3. izborom v NBA naboru izbran s strani Atalanta Hawks (kasneje poslan v Dallas Mavericks v zameno za Traea Younga). S tem je postal najvišje uvrščeni Slovenec v zgodovini NBA nabora. Hkrati je postal dvanajsti slovenski košarkar izbran v ligo NBA. Zaradi njegove vsestranskosti in številnih odlik ga mediji hvalijo.

## Zgodnja leta kariere
Svojo košarkarsko pot je začel na OŠ Mirana Jarca v Ljubljani. Njegov prvi klub pa je bil Union Olimpija, kjer je obiskoval košarkarsko šolo za mlade.
Že zgodaj je zelo izstopal v igri in zato postal tarča Realovih oglednikov, ki so ga leta 2012 zvabili v Madrid pri njegovi starosti komaj 13 let.

## Profesionalna kariera

### Real Madrid (2015–2018)

#### Začetki
V prvi španski ligi je 30. aprila 2015 opravil krstni nastop v starosti 16 let, 2 meseca in 2 dni. Pri tem je enkrat zadel za tri točke. S tem je postal tretji najmlajši igralec v zgodovini prve španske lige, ki je zaigral v njej in najmlajši iz madridskega Reala.
V sezoni 2015-16 so postali igralci Reala prvaki španskega prvenstva, potem ko so v finalu premagali Barcelono. Dončić je v tej sezoni igral na 31 tekmah španske prve lige, v igro je vstopal s klopi kot rezervist, in v povprečno 14 minutah igranja dosegal 4.9 točke, 2.8 skoka in 2 asistenci na tekmo. Naknadno se je vpisal v zgodovino kot najmlajši zmagovalec finala, star je bil vsega 17 let in 115 dni.

#### 2016–17: sezona preboja
V pripravljalnem obdobju pred začetkom sezone 2016-17 je prikazal velik napredek. Tako je na dveh septembrskih prijateljskih srečanjih prvič zaigral v Realovi prvi peterki in s številnimi dobrimi predstavami dokazoval svoj talent ter bil prvič prvi strelec svoje ekipe. Na tej podlagi se je uspel prebiti med stalne člane prve peterke, posebej, ko se je poškodoval prvi organizator Llull. Redkeje je vstopal v igro kot eden prvih rezervistov. Posledično je začel dobivati večjo igralno minutažo in s tem več možnosti za dokazovanje.
Decembra 2016 je prvič zablestel tudi v Evroligi. Najprej je 8. decembra na domači tekmi proti litovskemu Žalgirisu dosegel 17 točk, od tega osem v odločilnih zadnjih minutah ves čas izenačene tekme in bil najzaslužnejši za tesno zmago z 80 proti 78. Poleg točk je imel še po štiri skoke in asistence ter s tem dosegel skupni indeks 24. Zatem je bil tudi izbran za najboljšega igralca 13. kroga Evrolige in pri 17 letih tako postal najmlajši igralec, ki mu je to uspelo. Zasluga gre njegovemu nastopu na tekmi 20. decembra proti nemškemu Bambergu, kjer je zbral 16 točk, 6 skokov, 5 podaj in imel še tri ukradene žoge. Vse to ob statističnemu indeksu 25. Še boljši je bil na zadnji tekmi koledarskega leta 2016, pri zmagi na gostovanju v Istanbulu proti Anadolu Efesu, ko je dosegel indeks 31, to za zbranih 17 točk, 5 skokov in 9 asistenc ter bil ponovno najboljši strelec tekme.
Zatem je bil 13. januarja ponovno, že drugič, najboljši igralec evroligaškega kroga, tokrat v 17. kolu, in obenem dosegel svoj dotedanji najvišji indeks statistične učinkovitosti, ta je znašal 32. To je bilo na tekmi proti izraelskemu Maccabiju, kjer je ob Realovi zmagi z 80 proti 75 zabeležil 10 točk, 11 skokov in 8 podaj. S tem je postal četrti slovenski košarkar, ki mu je to uspelo doseči več kot enkrat. Pred njim so to bili Jaka Lakovič, Matjaž Smodiš in Erazem Lorbek.
Sredi februarja je tik pred polnoletnostjo prišel na seznam petnajstih najbolj izstopajočih igralcev Evrolige, ki kandidirajo za naslov najkoristnejšega košarkarja v tem tekmovanju. Med vsemi temi je bil prav Dončić najmlajši. Poleg tega je bil v ozkem krogu za izbor tako imenovane vzhajajoče zvezde Evrolige, ki se podeljuje najobetavnejšim mladim igralcem starosti do 22 let.
Februarja je uspešno nastopil v španskem kraljevem pokalnem tekmovanju imenovanem Copa del Rey in se veselil osvojitve dragocene pokalne lovorike. Igral je na treh tekmah, najučinkovitejši je bil 18. februarja na polfinalnem srečanju proti Baskoniji, kjer je za zmago s 103-99 in uvrstitev v finale zbral 23 točk, 6 skokov in tri podaje ter bil skupaj s Sergiom Llullom najboljši strelec Madridčanov. Zatem je 20. februarja v finalu prispeval 9 točk in skupaj s soigralci slavil četrti zaporedni tovrstni naslov za Real in drugi zanj osebno.
Izkazal se je tudi v španskem prvenstvu. Tako je bil igralec tekme 9. aprila na derbiju 28. kroga proti Baskoniji, ki so jo dobili s 86 proti 82. Dončić je igral 30 minut in pri tem bil s 15 točkami prvi strelec Reala, zbral pa je še rekordnih 13 skokov, 4 asistence in še kar štiri ukradene žoge, vse to ob zelo visokem statističnem indeksu 32. Poleg same statistike je navdušil tudi z nekaj atraktivnimi vložki, ki ga krasijo ob odličnih predstavah.
Aprila je v evroligaških četrtfinalnih srečanjih proti Darüšafaki bil dvakrat zaporedoma izbran za najboljšega igralca kroga. Najprej je to bilo 27. aprila na tretji tekmi, ki jo je zaključil s 13 točkami, 8 skoki in dvema asistencama ter si naziv najboljšega razdelil s soigralcem Gustavom Ayonom in Bryantom Dunstonom iz Anadolu Efesa, ki sta prav tako imela indeks 23. Drugič si je ta naziv priboril na naslednji tekmi, na kateri je zbral 11 točk in dodal še pet skokov ter sedem asistenc za statistični indeks 21. To sta bili zadnji, odločilni tekmi proti Darüšafaki in zmagi sta prinesli uvrstitev na zaključni turnir četverice najboljših. Za Dončića sta to bila tretji in četrti tovrstni naziv in z njima je postal najuspešnejši Slovenec v tem segmentu.
10. maja je bil tudi individualno nagrajen. Takrat si je prislužil prestižni naziv vzhajajoča zvezda Evrolige (angleško: Rising star trophy). Nagrado so mu priskrbeli soglasno z glasovanjem trenerji ekip, ki vodijo moštva v tem tekmovanju in jo enkrat letno podeljujejo igralcem v starostni kategoriji do 22 let. Dončić je bil pri svojih osemnajstih letih najmlajši igralec do tedaj, ki je prejel omenjeno nagrado. S tem je postal drugi slovenski košarkar, ki mu je to uspelo, pred njim je v sezoni 2004-05 to dosegel Erazem Lorbek, ki je bil takrat sploh prvi, ki mu je bila nagrada podeljena.

#### 2017–18: na vrhu Evrope
Evroligaško sezono 2017-18 je začel odlično. 12. oktobra, manj kot mesec dni po reprezentančnem zlatu, se je v prvem krogu nove sezone vrnil v istanbulsko areno Sinana Erdema in tam v tekmi proti domačemu Anadolu Efesu za Realovo zmago prispeval 27 točk in s tem vknjižil svoj dotedanji strelski rekord. Ob tem je izenačil svoj najvišji statistični indeks učinkovitosti, ta znaša 32, njegov prejšnji najvišji evroligaški točkovni dosežek pa je bil 17 točk. Zgolj dva tedna kasneje, 24. oktobra proti Olimpiji Milano, je ponovil strelski dosežek in ob tem še dodal 8 skokov, pet asistenc in tri ukradene žoge, kar mu je prineslo nov rekordno visok statistični indeks, ki je znašal kar 41 in že peti naziv najkoristnejšega igralca kroga, prvega v novi sezoni. Le dva dni kasneje je za zmago v gosteh proti litovskemu Žalgirisu točkovni dosežek še izboljšal, zbral 28 točk, od tega 24 v odločilnem drugem polčasu, in še 9 skokov in štiri podaje. Vse to za statistični indeks 35. Z zadnjima dvema dosežkoma je postal prvi košarkar, ki je bil v enem evroligaškem tednu dvakrat najkoristnejši igralec kroga. Poleg tega pa si je prislužil še naslov najboljšega posameznika meseca oktobra, njegov prvi v karieri in s tem postal najmlajši, ki mu je to uspelo v dotedanji zgodovini evroligaških tekmovanj. Tako je v mesecu oktobru v štirih tekmah madridski Real popeljal do štirih zmag in pri tem dosegal povprečno 24 točk, 6,8 skoka in 3,8 podaje na tekmo ter izjemno visok povprečni statistični indeks 32,2. Njegove izjemne predstave so tudi razlog, da ga pogosto obravnavajo v medijskih zapisih.
Nadaljeval je podobno uspešno, pa če je pri tem njegov klub zmagal ali ne. Tako je 8. decembra prišel nov strelski rekord. Ob porazu po podaljšku v 11. evroligaškem krogu na gostovanju pri grškem Olympiacosu je dosegel 33 točk in dodal še 6 skokov in 4 podaje. Ponovno je bil košarkar z najvišjim statističnim indeksom, znašal je kar 36, toda ker se naslov najboljšega podeljuje le tistim iz zmagovalnih moštev, mu je naziv MVP kroga ušel.
Posebej je navdušil 14. decembra v 12. krogu Evrolige, ko se je njegov klub pomeril z večnim tekmecem Barcelono. Na tej tekmi je bil ponovno najboljši posameznik, dosegel je 16 točk in še 6 skokov ter 7 podaj za indeks 26 in tako veliko prispeval k prepričljivi Realovi zmagi s 87-75. Toda poleg zelo dobre statistike sta posebne omembe vredni akciji v drugem polčasu, ki sta obe takoj obšle svet preko posnetkov v medijih. Najprej je ob izteku tretje četrtine zadel neverjetni met preko celega igrišča. Potem pa je še v napadalni akciji s preigravanjem vrgel iz ravnotežja obrambnega igralca in asistiral soigralcu za lahek koš. To potezo so poimenovali »Double ankle breaker crossover« (dvakratni lomilec gležnja v vrtiljaku)!
Leto 2017 je zaključil z novim rekordom. V španskem državnem prvenstvu je bil imenovan za najboljšega igralca meseca decembra, kar mu je pri 18 letih in desetih mesecih uspelo kot najmlajšemu do tedaj. V tem mesecu je dosegel povprečje 16,7 točke, šest skokov, 4,7 podaje, 1,2 ukradeni žogi in imel povprečni indeks 24 v prav toliko igralnih minutah. Prejšnji rekord Rudyja Fernandeza je le ta dosegel pri 22 letih, tako da je mejo Dončić postavil močno navzdol.
Februarja 2018 se je skupaj z Goranom Dragićem znašel med prestižnimi nagrajenci za tri najboljše evropske košarkarje leta 2017. Nagrado na podlagi glasovanja podeljuje sloviti italijanski športni časopis La Gazzetta dello Sport. Dragić je bil izbran za najboljšega, Dončić pa kot drugi za njim. Skupaj sta postala sploh prva Slovenca, ki jima je bila podarjena omenjena nagrada.
30. marca je v 29. evroligaškem krogu na gostovanju v Beogradu proti Crveni zvezdi ponovno blestel. V izenačeni končnici tekme je z metom v zadnji sekundi dosegel zmagoviti koš in odločil tekmo v Realovo korist. Vsega skupaj je dosegel 24 točk, devet skokov, štiri podaje in imel štiri ukradene ter sedem izgubljenih žog. Vse to za statistični indeks 35, kar je bilo dovolj za nov naziv MVP kroga. To je bil že njegov šesti v karieri in četrti v zadnji sezoni.
V začetku aprila se je končal redni del Evrolige, ki ga je Dončič končal kot najvišje ocenjeni košarkar. Najboljši po rednem delu je postal z indeksom 22,7, potem ko je v 30 krogih predtekmovanja in 27 nastopih, imel povprečje 16,9 točke, 4,8 skoka, 4,6 podaje in 1,2 pridobljene žoge na tekmo. Obenem je bil pri komaj 19 letih najmlajši, ki mu je to uspelo ter sploh prvi Slovenec. Za to pa ni prejel nobenega priznanja saj Evroliga le tega ne podeljuje, obstaja le priznanje za najboljšega v celi sezoni. Poleg tega je redni del končal kot tretji strelec po številu doseženih točk.
Aprila je odigral štiri četrtfinalne tekme proti grškemu Panathinaikosu na katerih je njegov klub slavil s 3 proti 1 v zmagah. Na prvih treh tekmah ni blestel, je pa na zadnji kot najboljši v moštvu Reala dosegel 17 točk, dodal še štiri skoke in pet podaj ter bil z indeksom 24 najkoristnejši posameznik tekme. S tem se je uspel drugič zapored uvrstiti na zaključni turnir Evrolige.
V začetku maja je bil soglasno izglasovan za vzhajajočo zvezdo Evrolige in s tem je drugič zapored dobil tovrstno nagrado imenovano Rising star Trophy. Te je bil deležen po prikazanem v rednem delu Evrolige, ki ga je končal kot najvišje ocenjeni košarkar med vsemi in kot četrti strelec s povprečjem 16,1 točke na tekmo.
Devetega maja je v 33. kolu španskega prvenstva prvič v karieri dosegel trojni dvojček. Njegov Real je doma gostil Real Betis in slavil s 104 proti 89. Dončič je pri tem igral 22 minut in 33 sekund ter dosegel 17 točk in dodal še po deset skokov in podaj. Dosežek je posebej omembe vreden saj je to šele sedmi trojni dvojček v zgodovini španskega prvenstva in prvi dosežen po dolgih enajstih letih. Poleg tega je to bilo sploh prvič, da ga je dosegel najstnik in Dončić je s tem najmlajši, ki ga je uspel doseči in med vsemi je za to potreboval najmanj časa. Ob vsem tem pa je to celo dosegel ob nezgrešljivem metu, enkrat je bil natančen za dve točki, trikrat za tri in šestkrat iz prostih metov.
Pred zaključnim turnirjem Evrolige je sledil še izbor v idealno peterko tega tekmovanja, ki je bilo izvedeno na podlagi glasovanja, in sicer se je upoštevalo 75 odstotkov glasov novinarjev in 25 odstotkov glasov navijačev. Ob Dončiću so bili izbrani člani idealne peterke še Nick Calathes (Panathinaikos Atene), Nando De Colo (CSKA Moskva), Tornike Šengelia (Baskonia Vitoria Gasteiz) in Jan Vesely (Fenerbahče Istanbul).

### 2018–2025: Dallas Mavericks
21. junija 2018 je Dončića kot 3. na naboru NBA 2018 izbral klub Atlanta Hawks in ga zatem poslal v Dallas v zameno za njihov 5. izbor, s katerim je bil izbran Trae Young, in zaščiteni izbor v prvem krogu nabora 2019. S tem je postal dvanajsti Slovenec izbran v ligo NBA in do sedaj najvišje rangirani v naboru. Pred njim je bil najvišje izbrani Boštjan Nachbar, ki ga je leta 2002 kot petnajstega vzelo moštvo Houston Rockets. V Dallasu se je med drugimi pridružil evropski in NBA legendi, Dirku Nowitzkemu, ki je tam pustil največji pečat med vsemi Evropejci do sedaj.
9. julija 2018 je z novim klubom podpisal pogodbo za novince (rookie contract), ki mu bo v prvi sezoni prinesla 5.5 milijona dolarjev, v drugi pa 6.4 milijona. V celoti pogodba velja za tri leta in po njej bo v tem času prejel skupno 18,5 milijona.

#### 2018-19:
V novem dresu je prvič zaigral 29. septembra na prvi tekmi predsezone proti kitajskemu moštvu Beijing Ducks in za zmago 116-63 prispeval 16 točk ter bil s tem najboljši strelec moštva. Dodal je še 6 skokov, dve podaji in tri blokade ob štirih izgubljenih žogah. Potem je 5. oktobra prvič nastopil proti moštvu iz lige NBA. Na prijateljski tekmi z Philadelphia 76ers je ob porazu s 114-120 igral 30 minut in zbral 11 točk, 6 skokov, 3 podaje, 3 blokade in dve ukradeni žogi.
17. oktobra je prvič zaigral na uradni NBA tekmi. To je bilo na gostovanju proti moštvu Phoenix Suns, kljub porazu s kar 121-100 je Dončić pri tem v statistiko vpisal 10 točk, 8 skokov in 4 podaje. Kljub solidni predstavi je izjavil, da je igral slabo in da si želi zmagovati. Zatem je na svoji drugi tekmi zaigral veliko bolje in na svoji prvi domači tekmi v Dallasu proti ekipi Minnesota Timberwolves za zmago s 140-136 dosegel 26 točk in bil najboljši strelec svojega moštva. K temu je dodal še 6 skokov, 3 podaje in 2 ukradeni žogi v 36 minutah na parketu. S tem je postal drugi najmlajši košarkar v zgodovini Lige NBA, ki je na eni izmed svojih prvih dveh tekem v ligi dosegel vsaj 25 točk, 5 skokov in 3 podaje. Boljši in mlajši od njega je bil le LeBron James, ki je leta 2003 že na svoji prvi tekmi dosegel 25 točk v starosti 18 let in 303 dni. Obenem je postal najmlajši igralec v zgodovini Dallasa, ki je na eni tekmi dosegel vsaj 20 točk.
29. oktobra je na sedmi tekmi sezone prvič presegel mejo 30 doseženih točk na tekmo. Na gostovanju pri San Antonio Spursih je zabeležil 31 točk, k temu dodal še 8 skokov ter 4 asistence, sicer tekmo izgubil s 108-113 po podaljšku, toda pri tem že tretjič končal kot najboljši strelec svojega moštva.
17. novembra je bil glavni igralec za zmago Dallas Mavericks' nad aktualnimi prvaki Golden State Warriors, ki so jih premagali s 112-109. Pri tem je Dončić dosegel 24 točk, 9 skokov in 4 podaje, ter predvsem blestel v zaključku tekme, ko je bil najbolj zbran in odločilen za dosego zmage, ki je ob tem že četrta zaporedna za njegovo moštvo. Za Dallas je bila s tem prekinjena serija desetih zaporednih porazov v obračunih proti Golden State-u; najboljšemu NBA moštvu zadnjih let. Še posebej je omembe vreden podatek, da je Dončić s tem odigral prvih petnajst tekem v najmočnejši ligi, bil sedemkrat najboljši strelec svoje ekipe in pri tem dosegel skupno 292 točk s povprečjem 19,5 točke na tekmo; dosežek, ki ga ni dosegel še noben najstnik pred njim.
19. novembra je na gostovanju v Memphisu ob porazu z 88-98 dosegel svoj prvi dvojni dvojček v ligi NBA. Zabeležil je 15 točk, 10 skokov in dodal še tri asistence toda vse to ob slabem izkoristku meta iz igre, ko je metal zgolj 6 od 20. Tako je na svoji šestnajsti tekmi prvič uspel doseči dve dvojni statistiki, potem ko je na prejšnjih tekmah vedno bil dvojni v točkah toda v skoku mu je že trikrat manjkal le eden.
Zaradi izjemnih predstav že na začetku sezone je bil 3. decembra izbran za najboljšega novinca prvega meseca (oktober/november veljata za prvi mesec), zahodne konference lige NBA. To si je prislužil z igrami na prvih dvajset tekmah v katerih je zabeležil povprečje 18.5 točke, 6.5 skoka, 4.3 podaje in 1.1 ukradene žoge na tekmo. Predvsem pa je bila pomembna njegova strelska učinkovitost, metal je 44.3 odstotno iz igre in 38.2 odstotno za tri točke.
8. decembra je bil mož odločitve na domači tekmi proti ekipi Houston Rockets, ki so jo premagali s 107 proti 104. Predvsem je bil ponovno zbran v odločilnih trenutkih tekme, ki je bila pred tem zelo izenačena saj sta se moštvi dvajsetkrat zamenjali v vodstvu. V zadnji četrtini, potem ko je Dallas zaostal za osem točk, je Dončić prevzel odgovornost v svoje roke in v manj kot dveh minutah dosegel enajst zaporednih točk in s tem zagotovil zmago za svoje moštvo. Vsega skupaj je dosegel 21 točk in k njim dodal še 7 skokov, eno podajo ter še ukradel tri žoge. Pred tem dosežkom je bila že večkrat kakšna od njegovih izrednih akcij uvrščena med deset najlepših večera, ponavadi v drugi polovici uvrščenih. Tokrat pa je bilo prvič, da se je znašel med najboljšimi tremi. Šlo je za zadeto trojko, ki jo je Dončić dosegel proti koncu tekme, potem ko se je lepo izognil branilcu in vrgel na koš. Ta akcija je bila izbrana za tretjo najlepšo večera. Nov osebni strelski rekord je postavil 20. decembra na gostovanju proti ekipi Los Angeles Clippers, ko je ob porazu s 121-125 dosegel 32 točk. Poleg tega je zbral še 4 skoke, pet podaj in tudi za nov osebni rekord ukradel štiri žoge. Vse to ob 50 odstotnem metu iz igre in ob dejstvu, da sta ga pokrivala dva od najboljših branilcev lige Patrick Beverley in Avery Bradley. Naslednji mejnik je postavil 28. decembra ob porazu s 112-114 proti New Orleans Pelicans, ko je popravil osebni strelski izkupiček na 34 točk. Poleg tega pa je postal najmlajši igralec v zgodovini lige NBA z doseženimi sedmimi trojkami na enem srečanju.
V januarju je nadaljeval z uspešnimi predstavami. Tako je najprej izenačil strelski dosežek, ko je zabeležil najmanj 25 točk na petih zaporednih srečanjih. S tem je postal prvi novinec po letu 2010, ki mu je uspelo napraviti kaj takega (nazadnje je to uspelo Stephenu Curryju). Sledil je prvi trojni dvojček, ki ga je dosegel 21. januarja na gostovanju proti ekipi Milwaukeeja. Tam je vpisal v svojo statistiko 18 točk, 11 skokov in 10 podaj, kar pa ni bilo dovolj za zmago proti eni od najmočnejših ekip lige, ki jih je premagala s 116-106. Že slab teden dni kasneje, 27. januarja, je sledil nov trojni dvojček, ki ga je dosegel istočasno ob svojem novem strelskem rekordu. Ob porazu proti Torontu s 120-123 je zabeležil 35 točk, 12 skokov in 10 asistenc. S tem je pri še vedno 19 letih postal prvi najstnik v zgodovini Lige NBA z dvema trojnima dvojčkoma in istočasno najmlajši, ki ga je dosegel z več kot tridesetimi točkami. Po krajši odsotnosti zaradi poškodbe je znova zablestel s trojnim dvojčkom ob koncu februarja, nekaj dni pred svojim dvajsetim rojstnim dnevom. Skupaj je pred svojim dvajsetim rojstnim dnem dosegel 4 trojne dvojčke in postal edini najstnik v zgodovini lige, ki je dosegel več kot enega.
Do konca svoje krstne sezone je dosegel 8 trojnih dvojčkov in s tem prehitel Magica Johnsona na tretjem mestu liste novincev. Pred njim sta ostala samo Oscar Robertson in Ben Simmons. V svoji prvi sezoni v ligi NBA je Dončić dosegel povprečje 21,2 točk, 7,8 skokov, 6,0 podaj in 1,1 ukradene žoge na tekmo. Boljše številke v vseh navedenih statističnih kategorijah sta dosegla zgolj dva igralca v ligi, LeBron James in Russell Westbrook. Kljub temu je njegov klub ob številnih menjavah igralcev, ko so zamenjali vse ostale igralce prve peterke z izjemo Dončića, zaostal in zamudil možnost za uvrstitev v končnico.

### Kadeti
Decembra 2014 je nastopil na prijateljskem turnirju v Szekesfehervarju na Madžarskem za selekcijo Slovenije v starostni kategoriji do 16 let. Tam je v treh srečanjih, igrali so proti Romuniji, Češki in Poljski, dosegal povprečno 35,3 točke in 7,6 skoka ter imel 81 odstoten met za dve in 57 odstoten met za tri točke. Največ točk, 45, je dosegel proti Poljakom.

#### Člani
Zaradi njegovega velikega talenta ga je poskušala pridobiti v svoje vrste španska reprezentanca. Tako nekaj časa ni bilo jasno, za koga bo nastopil, dokler se septembra 2016 ni dokončno izjasnil, da bo vendarle igral za Slovenijo. Januarja 2017 je ob svojem prvem intervjuju za slovenske medije, v tem primeru za RTV SLO, ponovno zagotovil svoj namen igrati za izbrano vrsto Slovenije, češ da je bil res vabljen v špansko in tudi srbsko selekcijo, a da si je želel igrati za Slovenijo. Ob tem je izpostavil, da ima namen boriti se za medaljo že na svojem prvem tekmovanju, to je na EP 2017, ko naj bi bil ob bratoma Dragić glavni adut. Povedal je tudi, da je njegova največja želja postati svetovni ali evropski prvak s Slovenijo.

##### EP 2017: naslov prvakov in izbor v prvo peterko
V četrtek 31. avgusta 2017 je odigral prvo uradno tekmo za slovensko člansko reprezentanco. To je bila prva tekma na EP 2017, ki jo je Slovenija proti poljski selekciji dobila z 90 proti 81. Dončić je bil pri tem od Slovencev največ časa na parketu, dobrih 30 minut igranja, in zabeležil 11 točk (drugi strelec), 8 skokov (prvi skakalec) in 6 podaj (prvi asistent), vse to ob le eni izgubljeni žogi in dveh ukradenih. V nadaljevanju turnirja je nadaljeval z odličnimi predstavami in bil med najzaslužnejšimi za veliki končni uspeh, ko so uspeli se prebiti vse do finala, tudi tam slavili in se na koncu veselili naslova prvakov. Veličastna je bila njegova predstava, ko je bil s 27 točkami prvi strelec ekipe na četrtfinalni tekmi proti zelo dobri Latviji. Dve zaporedoma zadeti trojki v odločilnih trenutkih srečanja sta veliko prispevali k zmagi in s tem se je Slovenija drugič v zgodovini prebila v polfinale. Tam so se srečali s favorizirano Španijo, ki so jo odpravili s 92-72 in si prvič zagotovili nastop v finalu in medaljo. Na tej polfinalni tekmi, ki je bila odigrana 14. septembra, je bil Dončić ponovno odličen, povsem se je približal tako imenovanemu trojnemu dvojčku, ko je dosegel 11 točk, 12 skokov in 8 asistenc. In vse to brez ene same izgubljene žoge. Tako je v nedeljo 17. septembra zaigral na svojem prvem finalu. Nasprotnik je bila Srbija. Tam se je poškodoval v tretji četrtini in ni mogel odigrati v končnih trenutkih tekme, ki pa so jo njegovi soigralci vseeno dobili in se skupaj veselili osvojene zlate medalje in naslova evropskih prvakov. Poleg tega je bil Dončić izbran v prvo peterko prvenstva kjer je mesto najboljšim igralcem in kjer je bil za najkoristnejšega imenovan njegov soigralec Goran Dragić. S tem izborom je postal drugi najmlajši košarkar, ki mu je to uspelo. Mlajši od njega je bil le znameniti litovski center Arvidas Sabonis, ki je bil leta 1983 ob svojem izboru mlajši za mesec dni.

## Zasebno
Lukova starša sta ločena. Njegov oče je Saša Dončić, slovenski košarkarski reprezentant srbskih korenin, ki je tekmoval od leta 1993 do 2010 in je trener.
Njegova mama je kozmetičarka Mirjam Poterbin. Poterbinova je bila najprej plesalka in model, kasneje je imela svoj kozmetično-frizerski salon, ki je zdaj od njene mame Milene, ki ji je že prej vodila frizerski del posla. Tudi Mirjam je otrok ločenih staršev.
Lukovo selitev v Madrid sta podprla oba starša, ki sta ga tudi izmenično obiskovala. Kasneje je Mirjam na ljubljanskem sodišču dobila skrbništvo nad njim in prevzela vajeti nad njegovo kariero, Saša pa je izgubil stike.
Lastnica podjetja LD7 d.o.o., ki od 20. novembra 2018 dalje trži in prodaja izdelke pod Dončićevo blagovno znamko LD7, je njegova mama (60 odstotna lastnica je Mirjam Poterbin, 40 odstotni lastnik pa njeno sladoledno podjetje Lumi7). Ob koncu leta 2018 so začeli tržiti prvi produkt, Luka Dončić koledar za leto 2019, ki so ga ponudili na v istem času ustvarjeni spletni strani lukadoncic.com.
Z dolgoletno partnerko Anamario Goltes je od 7. julija 2023 zaročen. 1. decembra 2023 se jima je rodila hči Gabrijela.

## Dončić v medijih
Zaradi številnih izjemnih dosežkov je bil že zgodaj opažen in pogosto spremljan v številnih slovenskih in svetovnih medijih. Tako mu je v starosti komaj 16 let španski časnik Marca nadel naziv El Nino Maravilla - The Wonder Boy po angleško. Ta naziv ga je potem spremljal v Evropi za časa igranja za madridski Real.
Novembra 2018 mu je bila na 15. konferenci Sporto podeljena nagrada za najboljšo slovensko športno znamko oziroma brand leta 2018 med moškimi športniki. Družbo sta mu delala Ilka Štuhec med ženskami in med ekipami Nogometni klub Maribor.
Konec oktobra 2018, torej takoj po prvih odigranih NBA tekmah, je postal prvi slovenski športnik, ki je imel na družbenem omrežju Instagram 1 milijon sledilcev. V začetku leta 2021 je število sledilcev preseglo 5 in pol milijonov pristašev.
V ZDA je hitro postal priljubljen. Tako je komaj dober mesec dni po začetku igranja čez lužo dobil pesem, ki mu je bila posvečena. Šlo je za predelavo stare uspešnice legendarnega kanadskega glasbenika Leonarda Cohena Hallelujah. Pesem je sproducirala spletna stran The Ringer in nosi naslov Halleluka - oda Luki Dončiću (angleško: Halleluka: An Ode to Luka Doncic). Pesem je v prvih dveh tednih pritegnila več kot četrt milijona ogledov. Ameriški mediji našega košarkarja pogosto tudi kritizirajo zaradi njegove teže in vzkipljivosti. Ob izboru NBA za tekmo zvezd januarja 2022 mu noben novinar ni dodelil točk, ki bi mu omogočile uvrstitev v prvo peterko. Tja so uvrstili igralca enake višine A. Wigginsa, ki ima v vseh košarkarskih statistikah (točke, skoki, asistence) bistveno slabše rezultate.

## Dosežki

### Individualne nagrade
- 2012: izbran za najboljšega igralca na turnirju mladih Lido di Roma v kategoriji do 13 let, z Union Olimpijo
- 2013: izbran za najboljšega igralca na mladinskem turnirju Ciutat de l’Hospitalet v kategoriji do 14 let
- 2014: najboljši igralec španskega kadetskega prvenstva v kategoriji do 16 let[94]
- 2015: izbran v najboljšo peterko mladinskega turnirja Ciutat de l’Hospitalet (ANGT: Adidas Next Generation Tournament)[95]
- 2015: najboljši igralec španskega mladinskega prvenstva v kategoriji do 18 let[96]
- 2017: izglasovan za naziv vzhajajoča zvezda evrolige (angleško: Rising Star Trophy)[97]
- 2017: izbran v prvo peterko turnirja Eurobasket 2017
- 2017: najboljši igralec v Evroligi meseca oktobra
- 2017: najboljši igralec španske lige v mesecu decembru
- 2018: drugi najboljši evropski košarkar leta 2017 po izboru italijanske La Gazzetta dello Sport
- 2018: drugič zapored izglasovan za vzhajajočo zvezdo evrolige (angleško: Rising Star Trophy)
- 2018: izbor v prvo peterko Evrolige za sezono 2017-18 (angleško: All Euroleague first team)
- 2018: izbran za najkoristnejšega igralca v Evroligi za sezono 2017-18 (angleško: 2017-18 Euroleague MVP)
- 2018: izbran za najkoristnejšega igralca zaključnega turnirja Evrolige (angleško: 2017-18 Euroleague Final Four MVP)
- 2018: izbran za najkoristnejšega igralca rednega dela španskega državnega prvenstva sezone 2017-18
- 2018: izbran za najboljšega novinca zahodne konference NBA prvega meseca, oktober-november 2018[98]
- 2018: izbran za slovenskega športnika leta 2018[99]
- 2019: izbran za najboljšega novinca zahodne konference lige NBA za mesec december 2018[100]
- 2019: izbran za najboljšega novinca zahodne konference lige NBA za mesec januar 2019[101]
- 2019: izbran za najboljšega novinca zahodne konference lige NBA za mesec februar 2019[102]
- 2019: izbran za najboljšega novinca zahodne konference lige NBA za meseca marec-april 2019[103]
- 2019: izbran za najboljšega novinca leta (angl. Rookie of the Year ) za NBA sezono 2018-19[104]
- 2020: izbran na Tekmo vseh zvezd lige NBA v prvi postavi (All star 2020)[105]
- 2020: izbran v idealno peterko lige NBA[106]
- 2020: Nagrada Marjana Rožanca za »izjemne športne dosežke« (Mestna občina Ljubljana)[107]
- 2021: izbran za najboljšega košarkarja tedna zahodne konference lige NBA, 4. - 10. januar 2021[108]
- 2021: izbran na Tekmo vseh zvezd lige NBA v prvi postavi (All star 2021), drugič v karieri[109]
- 2021: izbran za najboljšega košarkarja tedna zahodne konference lige NBA, 29. marec - 4. april 2021
- 2021: izbran za najboljšega košarkarja tedna zahodne konference lige NBA, 19. - 25. april 2021[110]
- 2021: izbran v idealno peterko lige NBA[111]
- 2021: izbran v prvo peterko turnirja na olimpijskih igrah v Tokiju[112]
- 2022: izbran za igralca tedna zahodne konference, februar
- 2022: izbran v idealno peterko lige NBA[113]

### Klubske

#### Real Madrid
- prvaki Španije - Liga ACB: 2015, 2016, 2018
- španski pokal - Copa del Rey: 2016, 2017[114]
- prvaki Evrolige 2017-18

### Reprezentančne

#### Slovenija
- 2017: naslov prvaka in zlata medalja, Eurobasket 2017